# يو إف سي 98
يو إف سي 98: إيفانز ضد ماتشيدا (بالإنجليزية: UFC 98: Evans vs. Machida)‏ هو حدث لفنون القتال المختلطة نظمته يو إف سي، أُقيم في 23 مايو 2009، على إم جي إم جراند جاردن أرينا في لاس فيغاس، نيفادا، الولايات المتحدة.